# Vukošić
Vukošić (Servisch: Вукошић) is een plaats in de Servische gemeente Vladimirci. De plaats telt 748 inwoners (2002).